# Grants, New Mexico
Grants este o localitate, municipalitate și sediul comitatului, Cibola din statul New Mexico din Statele Unite ale Americii.